# Mons-Boubert

Mons-Boubert este o comună în departamentul Somme, Franța. În 1 ianuarie 2022 avea o populație de 578 de locuitori.